# Åmsele distrikt
Åmsele distrikt är ett distrikt i Vindelns kommun och Västerbottens län. Distriktet ligger omkring Åmsele i västra Västerbotten. 

## Tidigare administrativ tillhörighet
Distriktet inrättades 2016 och utgörs av en del av socknen Degerfors i Vindelns kommun
Området motsvarar den omfattning Åmsele församling hade 1999/2000 och fick 1962 efter utbrytning ur Vindelns församling.

## Tätorter och småorter
I Åmsele distrikt finns två småorter men inga tätorter.

### Småorter
- Strycksele
- Åmsele